# UGM-27 Polaris
Il missile balistico Polaris fu il primo vero SLBM a livello mondiale, pensato per essere un'arma potente e compatta, da lanciare da sottomarini nucleari. Il missile aveva circa 2.700 km di gittata.

## Storia del progetto
Sviluppato a partire dal 1956 ed effettuati i primi test di lancio nel 1958, il suo primo volo avvenne il 7 gennaio 1960 da Cape Canaveral, mentre il primo test lancio da un sottomarino avvenne sei mesi dopo il 20 luglio 1960 e il primo sottomarino della US Navy ad esserne equipaggiato fu il George Washington. i missili Polaris continuarono ad equipaggiare le unità della US Navy fino al 1974, dopo che a partire dal 1972 venne iniziata la sua sostituzione con il Poseidon che fu lo sviluppo del Polaris, tanto che il primo Poseidon era stato chiamato Polaris B-3, anche se, per evidenziarne i progressi e le differenze, venne ribattezzato Poseidon. A sua volta il Poseidon sarebbe stato sostituito a partire dal 1980 dal Trident. I britannici dal 1968 fino al 1990 ne adottarono una versione con testate MIRV di bassa potenza per i propri sottomarini.
La Marina Militare Italiana allo scopo di dotarsi di una capacità di deterrenza strategica ne aveva previsto l'acquisizione e l'incrociatore lanciamissili Giuseppe Garibaldi era stato predisposto per potere esserne equipaggiato. A partire da ottobre 1961 furono fatte le prove di collaudo dei pozzi di lancio alle quali seguirono, fino ad agosto 1962, i lanci di collaudo, sia a nave ferma che in navigazione. Le rampe installate sul Garibaldi non giunsero però mai all'impiego operativo per motivi di ordine politico e per l'avvento degli SLBM. Nel frattempo la Marina Militare Italiana aveva avviato la progettazione dell'incrociatore lanciamissili Vittorio Veneto che venne quindi costruito anch'esso con tutti gli spazi e le predisposizioni per l'imbarco di 4 lanciatori di missili Polaris, che non vennero mai imbarcati. Tali spazi furono parzialmente riutilizzati, per altri fini, nel corso dell'aggiornamento tecnologico subito dalla nave agli inizi degli anni '80.
I missili Polaris non vennero mai consegnati all'Italia, che avrebbe dovuto riceverne circa 100.

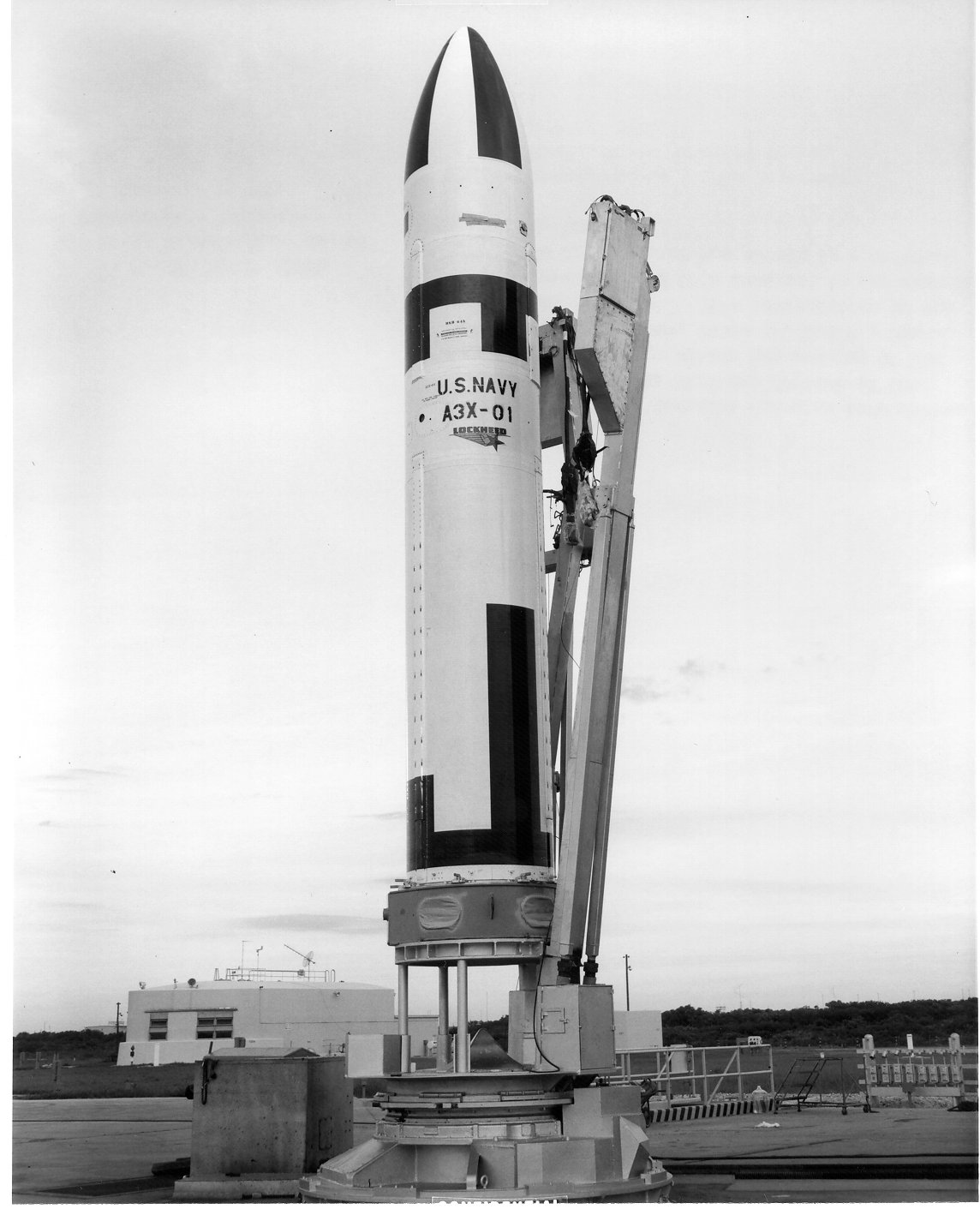
Un missile Polaris A-3 sulla rampa di lancio a Cape Canaveral.